# Yanis Eisschill
Yanis Eisschill (* 13. Oktober 2005 in Linz) ist ein österreichischer Fußballspieler.

## Karriere

### Verein
Eisschill begann seine Karriere beim SK Admira Linz. Zur Saison 2021/22 rückte er in den Kader der ersten Mannschaft der Admira, für die er insgesamt elfmal in der fünftklassigen Landesliga auflief. Zudem spielte er in der Saison 2021/22 in der Linzer Akademie. Zur Saison 2022/23 wechselte er zu den Amateuren des LASK. Im August 2022 gab er anschließend sein Debüt in der Regionalliga. In drei Jahren kam er zu 75 Regionalligaeinsätzen für die Linzer.
Zur Saison 2025/26 wechselte Eisschill zum Zweitligisten SKU Amstetten, bei dem er einen bis 2027 laufenden Vertrag erhielt. Sein Debüt in der 2. Liga gab er im August 2025, als er am ersten Spieltag jener Saison gegen den SK Sturm Graz II in der Startelf stand.

### Nationalmannschaft
Eisschill spielte im Februar 2024 gegen Italien einmal für die österreichische U-19-Auswahl.